# Elaeocarpus submonoceras
Espèce
Synonymes
- Elaeocarpus longifolius var. fusiformis Corner[1]

Elaeocarpus submonoceras est une espèce de plantes de la famille des Elaeocarpaceae.

## Liste des sous-espèces
Selon Catalogue of Life (10 avril 2019) :
- sous-espèce Elaeocarpus submonoceras subsp. collinus
- sous-espèce Elaeocarpus submonoceras subsp. fusicarpus
- sous-espèce Elaeocarpus submonoceras subsp. lasionyx
- sous-espèce Elaeocarpus submonoceras subsp. oliganthus
- sous-espèce Elaeocarpus submonoceras subsp. oxypyren (Koord. & Valeton) R. Weibel
- sous-espèce Elaeocarpus submonoceras subsp. procerus
- sous-espèce Elaeocarpus submonoceras subsp. submonoceras

Selon The Plant List (10 avril 2019) :
- sous-espèce Elaeocarpus submonoceras subsp. fusicarpus (Elmer) Weibel
- sous-espèce Elaeocarpus submonoceras subsp. lasionyx (Stapf ex Ridl.) Weibel
- sous-espèce Elaeocarpus submonoceras subsp. oliganthus (Merr.) Coode
- sous-espèce Elaeocarpus submonoceras subsp. oxypyren (Koord. & Valeton) Weibel
- sous-espèce Elaeocarpus submonoceras subsp. procerus (DC.) Weibel

Selon Tropicos (10 avril 2019) (Attention liste brute contenant possiblement des synonymes) :
- sous-espèce Elaeocarpus submonoceras subsp. collinus Coode
- sous-espèce Elaeocarpus submonoceras subsp. fusicarpus (Elmer) Weibel
- sous-espèce Elaeocarpus submonoceras subsp. lasionyx (Stapf ex Ridl.) Weibel
- sous-espèce Elaeocarpus submonoceras subsp. oliganthus (Merr.) Coode
- sous-espèce Elaeocarpus submonoceras subsp. oxypyren (Koord. & Valeton) Weibel
- sous-espèce Elaeocarpus submonoceras subsp. procerus (Aug. DC.) Weibel
- sous-espèce Elaeocarpus submonoceras subsp. submonoceras

## Publication originale
- Flora van Nederlandsch Indie, Eerste Bijvoegsel 407. 1861.